# Gunnel Ahlin
Gunnel Maria Ahlin (nascida Hellman, Orsa församling, Dalarna, 1 de junho de 1918 - Estocolmo, 7 de janeiro de 2007)
foi uma escritora e mestre sueca.
Era a filha do reitor John Hellman e da sua esposa Aina Albihn. Casou-se em 1946 com o autor Lars Ahlin e tiveram um filho, o astrónomo Per Ahlin.

## Obra
- Röster en sommar, 1960
- Här dansar, 1962
- Puls, 1964
- Refuge, 1967
- Hannibal sonen, 1974
- Hannibal segraren, 1982
- Lars Ahlin växer upp, 2001
- Nu ska vi ta pulsen på världen, 2005

## Prêmios
- 1982– Kellgrenpriset
- 1983 – Aniarapriset
- 2001 – De Nios Vinterpris
- 2002 – Birger Schöldströms pris